# Munsterkerk

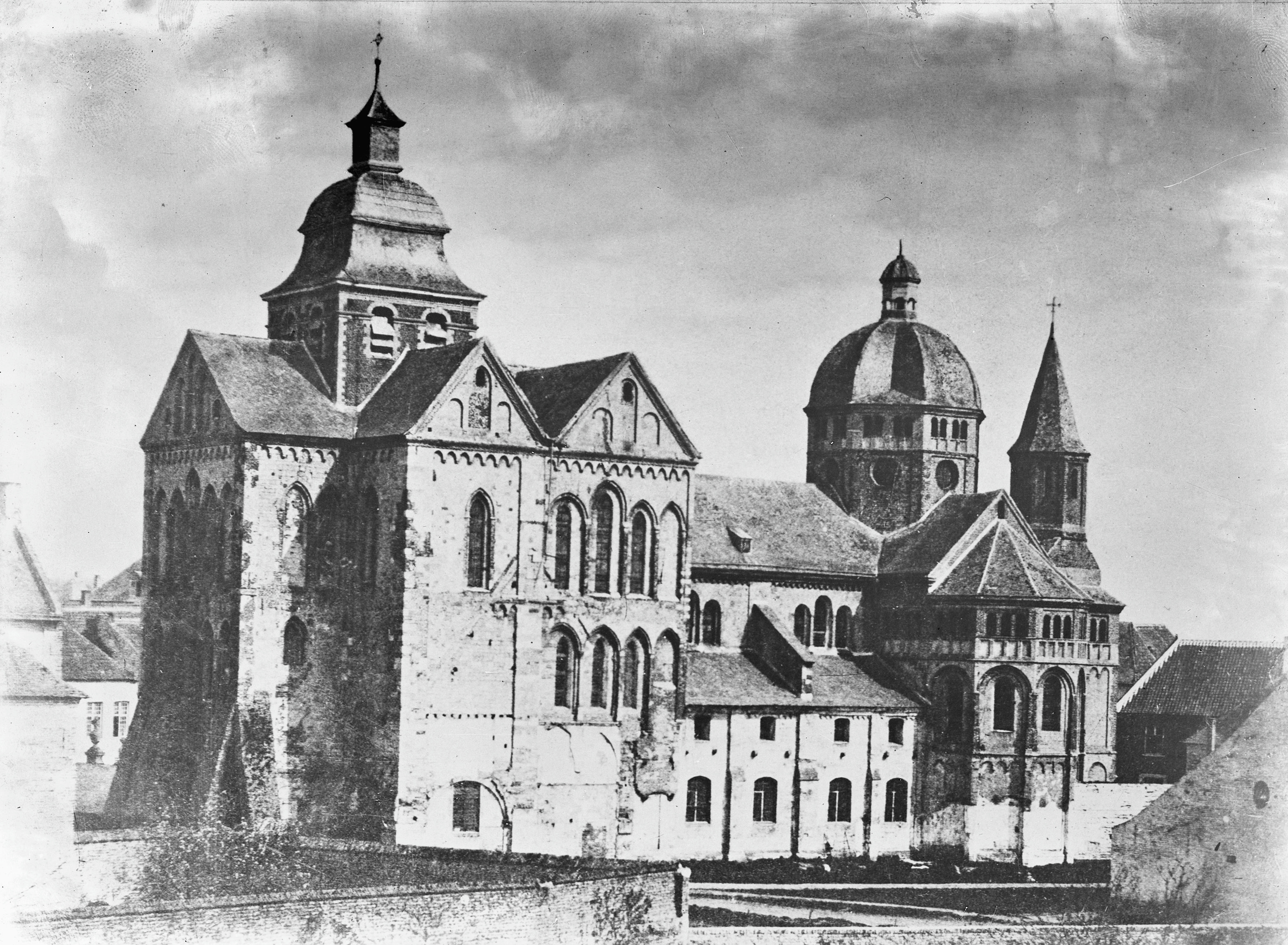
De kerk vóór de restauratie door Cuypers

De Munsterkerk aan het Munsterplein in Roermond vormt samen met de Sint Janskerk in Nieuwstadt het enige voorbeeld in Nederland van een kerk in restauratie laatromaanse stijl en behoort hierbij tot de Rijnlandse romaanse groep. De officiële naam van de kerk luidt Onze Lieve Vrouwe Munsterkerk. De naam munster is afkomstig van het Latijnse monasterium wat klooster betekent en geeft dus aan dat de kerk oorspronkelijk een abdijkerk was.

## Geschiedenis
De kerk werd gebouwd als onderdeel van een cisterciënzer vrouwenabdij, de Munsterabdij, gesticht rond 1218 door graaf Gerard III van Gelre. Met de bouw moet echter enkele jaren daarvoor zijn begonnen. Omdat de kerk tevens werd bestemd als grafkerk voor de graaf en zijn familie diende het gebouw meer macht uit te stralen dan voor een cisterciënzerkerk gebruikelijk was. Uiteindelijk werden alleen Gerard III zelf en zijn vrouw Margaretha van Brabant in de kerk begraven; hun praalgraf bevindt zich onder de koepel. Hun zoon Otto II volgde zijn vader op als graaf van Gelre en Zutphen van 1229 tot zijn dood in 1271. Hij stichtte onder meer het klooster 's-Gravendaal tussen Kessel en Asperden in de gemeente Goch in Duitsland, waar zijn graftombe nog altijd te bewonderen is.
Het oudste deel van de kerk is de klaverbladvormige koorpartij, die sterk verwant is aan die van romaanse basilieken in Keulen, Neuss en Speyer. De halfronde hoofdapsis heeft drie eveneens halfronde, op elkaar aansluitende straalkapellen. De beide dwarsarmen zijn daarentegen veelhoekig gesloten. Tussen apsis en transept bevinden zich twee koortorens, een typisch Rijnlands kenmerk, evenals de dwerggalerijen in de koorapsis en de transepten. Ook de achtzijdige kruisingtoren is een Rijnlands kenmerk.
Het schip verrees waarschijnlijk tussen 1220 en 1244 en is aan de buitenkant het meest sober uitgevoerde deel van de kerk. De binnenkant wordt gekenmerkt door de voor het laatromaans kenmerkende neiging tot verticaliteit. De opstand is driedelig en bestaat uit de reeks pijlers en bogen tussen schip en zijbeuken, daarboven een galerij en bovenaan de lichtbeuk. Schip en zijbeuken zijn overwelfd met kruisribgewelven. Omdat de kerk hiermee de belangrijkste constructieve eigenschappen van de vroege Gotiek (bouwkunst) bezit, wordt zij ook wel tot de romanogotiek gerekend.
De westbouw werd tussen 1244 en 1260 gebouwd. Aangenomen wordt dat dit deel van de kerk in verband met een slechte bodemgesteldheid niet is voltooid. In de 18e eeuw werd er een vierkante klokkentoren in barokstijl op gebouwd.
De kerk is onlosmakelijk verbonden met de naam van de Roermondse architect Pierre Cuypers. Een van de eerste opdrachten in Cuypers' carrière was in 1850 de restauratie van het koor, een opdracht die hij samen met zijn broer Henri, die evenals hun vader kerkenschilder was, uitvoerde. Ingrijpender was de grote restauratie die duurde van 1863 tot 1890. Cuypers plannen waren ronduit controversieel; de beide achtzijdige koortorens werden vervangen door vierkante, de barokke klokkentoren werd gesloopt en delen van de westbouw werden verhoogd tot torens (met achtkantige spits tussen vier topgevels). De Franse architect Viollet-le-Duc schaarde zich achter Cuypers, wiens naam daarmee internationaal was gevestigd. Hoewel Cuypers’ plannen vrijwel ongewijzigd werden uitgevoerd, was de controverse – hij vond niet alleen zijn rivaal Carl Weber tegenover zich, maar ook zijn voormalige rechterhand F.F. van Schoubrouck – voor hem reden om in 1865 Roermond te verlaten en naar Amsterdam te vertrekken. 
Van 1959 tot 1964 vond wederom een restauratie plaats, waarbij onder andere Cuypers’ neogotische interieur weer werd verwijderd. Alle externe wijzigingen bleven echter behouden. Nadat in 1992 de aardbeving bij Roermond de twee koortorens zwaar had beschadigd, werden ze volgens Cuypers’ plannen herbouwd. Naast de Munsterkerk (aan de zuidzijde) bevindt zich het Cuypersmonument van de beeldhouwer August Falise uit 1930.
In 2020 vierde de munsterkerk haar 800-jarig bestaan.

## Trivia
De Munsterkerk staat afgebeeld op ruitenaas van het standaard kaartspel met Nederlands beeld.

## Galerij

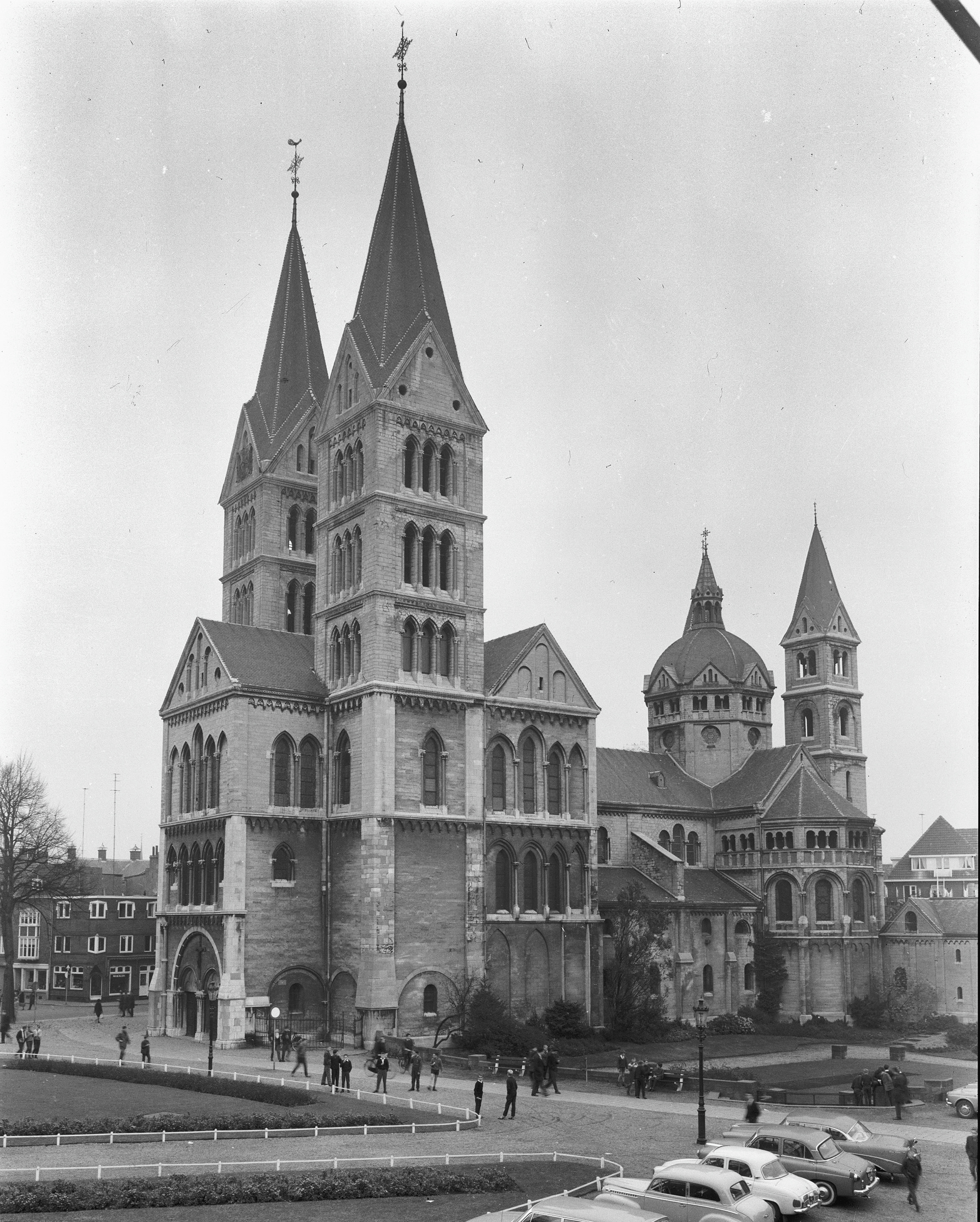
Overzicht naar noordoosten met zicht op vieringtoren
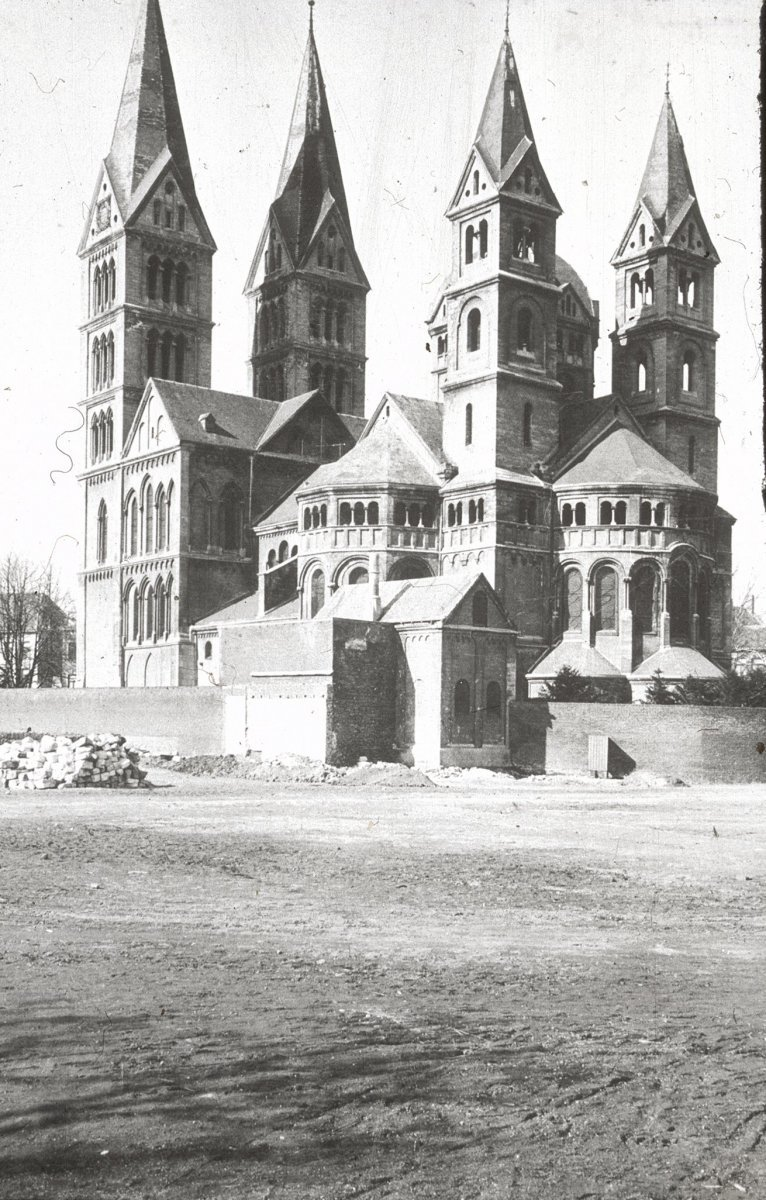
Oostzijde van de kerk met de oosttorens en koorsluiting
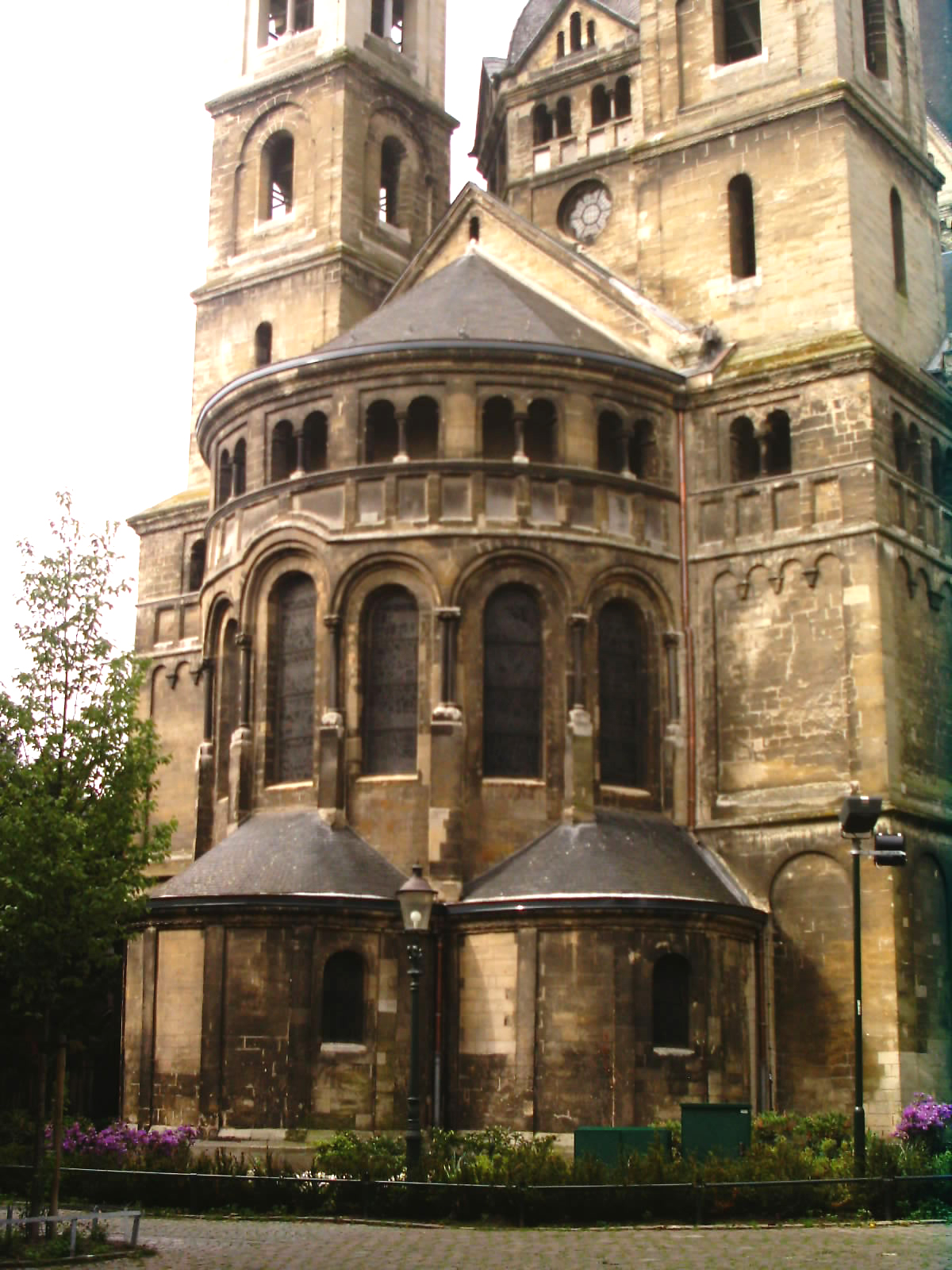
Koorsluiting met straalkapellen
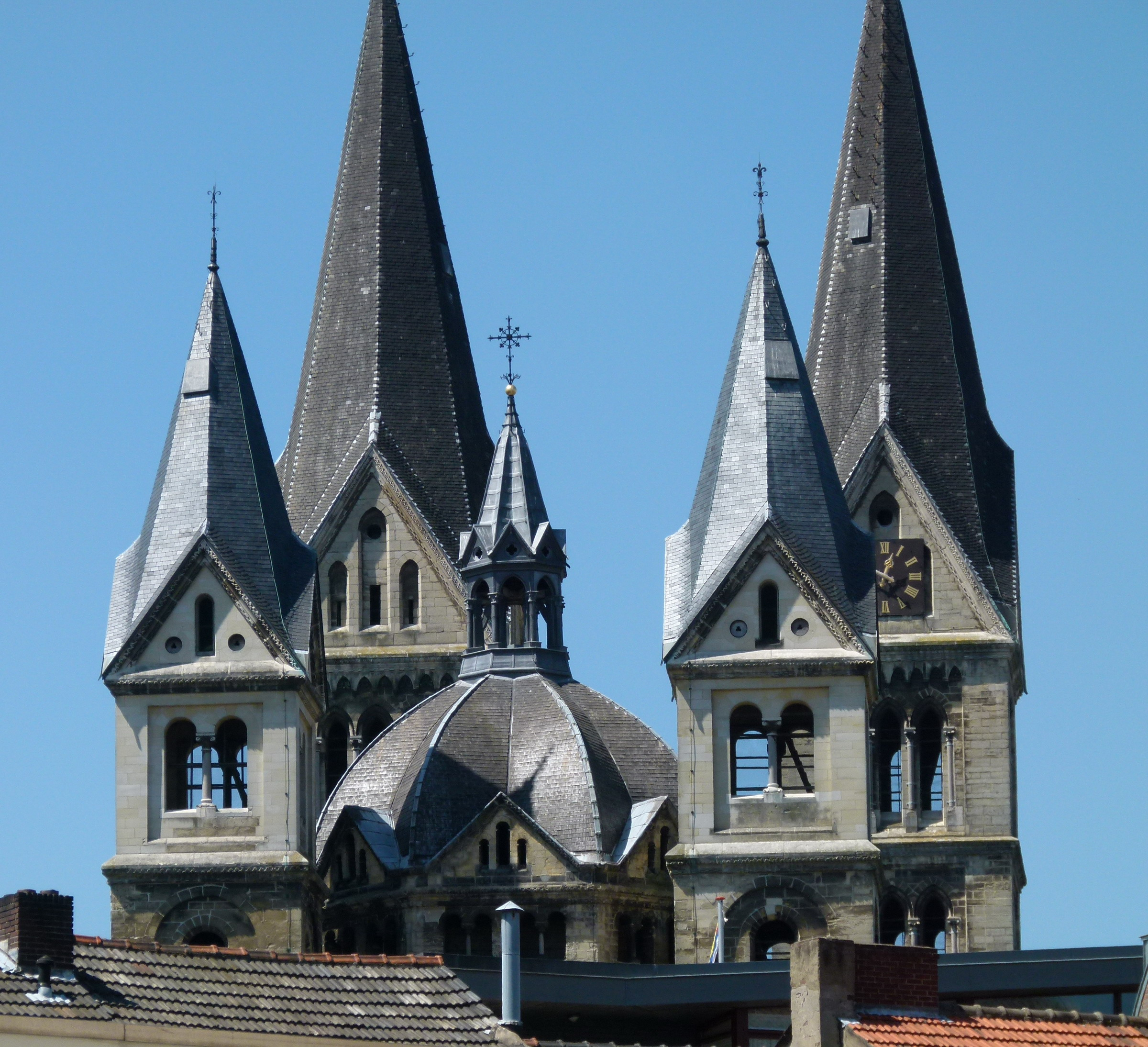
Koepel en torens
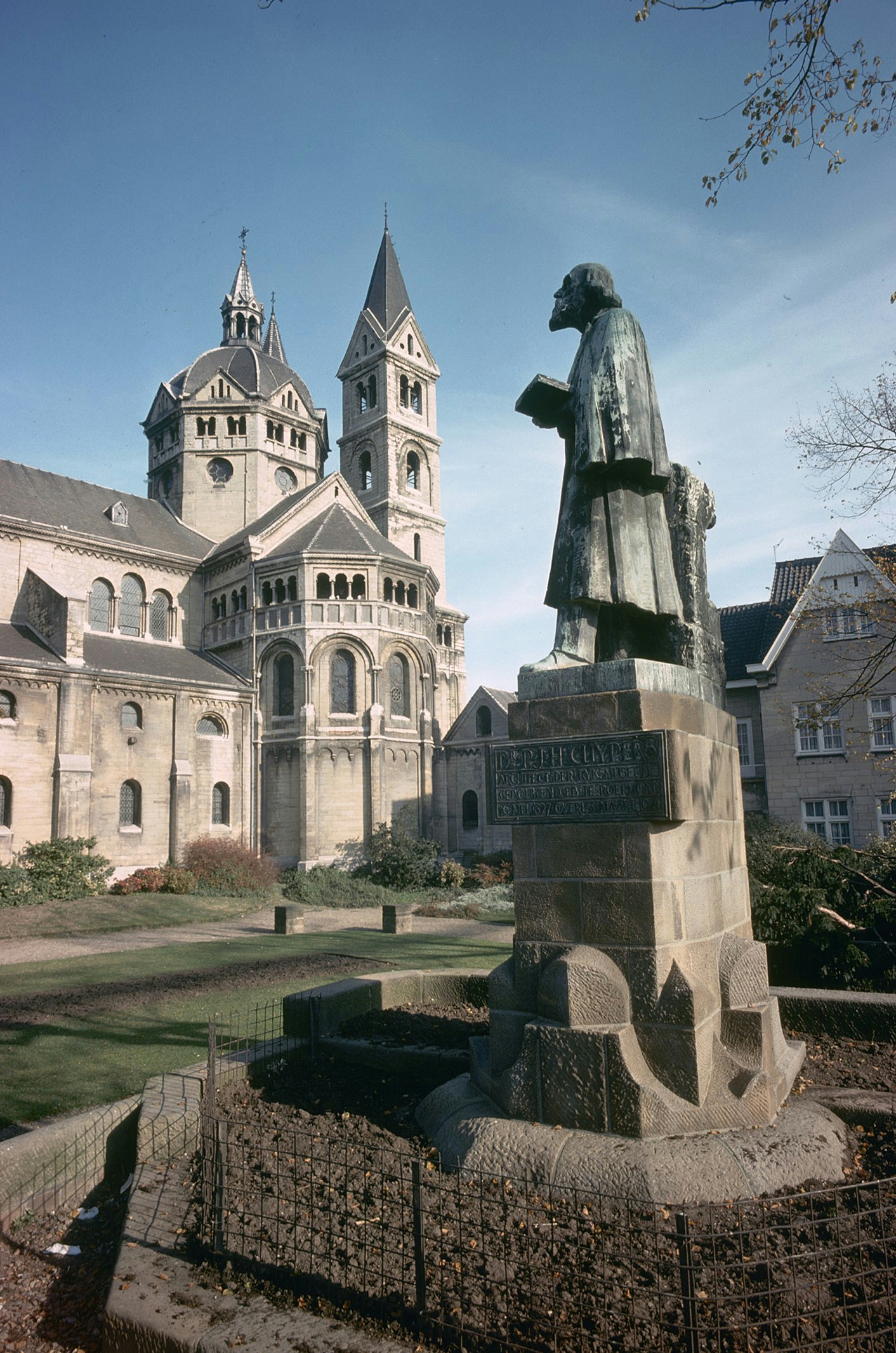
Cuypers monument op het Munsterplein
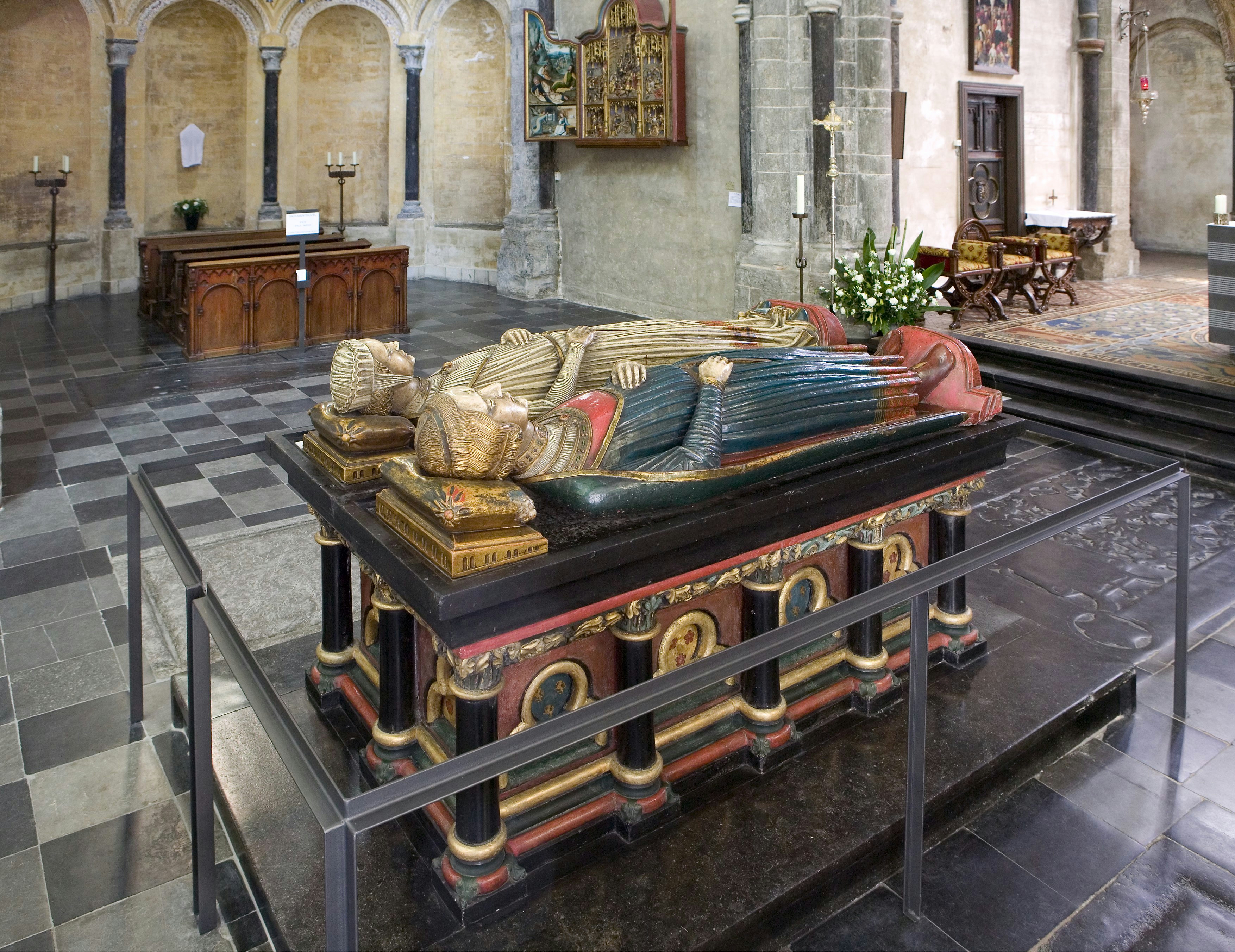
Praalgraf graaf Gerard III en Margaretha van Brabant